# Dicladocera rubiginipennis
Dicladocera rubiginipennis är en tvåvingeart som först beskrevs av Macquart 1846.  Dicladocera rubiginipennis ingår i släktet Dicladocera och familjen bromsar. Inga underarter finns listade i Catalogue of Life.